# سيرجيو ماكلاين
سيرجيو ماكلاين (2 نوفمبر 1978 ببيوريا في الولايات المتحدة - ) (بالإنجليزية: Sergio McClain)‏ هو لاعب كرة سلة أمريكي في مركز مدافع مسدد الهدف. لعب مع أوكلاهوما سيتي بلو.

## وصلات خارجية
- سيرجيو ماكلاين على موقع كلية كرة السلة في سبورتس رفرنس.كوم (الإنجليزية)
- سيرجيو ماكلاين على موقع ريلجم (الإنجليزية)
- سيرجيو ماكلاين على موقع بروبوليرز (الإنجليزية)